# 1998年冬季残疾人奥林匹克运动会俄罗斯代表团
1998年冬季残疾人奥林匹克运动会俄罗斯代表团是俄罗斯派出的1998年冬季残疾人奥林匹克运动会代表团。获得12枚金牌、10枚银牌和9枚铜牌。